# ロベルト・サーラ
ロベルト・サーラ 、ローベルト・ザーラ （Robert Sara、1946年6月9日 - ）はオーストリア出身の同国代表サッカー選手。ポジションはディフェンダー。
1978年FIFAワールドカップ・アルゼンチン大会でコルドバの奇跡を起こしたオーストリアA代表の主将を務め、オーストリア・ブンデスリーガの戦後最多出場記録となる581試合に出場した、オーストリア・サッカーを代表する名DFである。
18歳の頃に名将エドゥアルド・フリューヴィルト監督に発掘され、1960年代では画期的であったウィングバック、そしてオーバーラップを繰り返す攻撃的なサイドバックとしてFKアウストリア・ウィーンの主力選手となる。現役引退をするまでほぼ全てのシーズンを同クラブで過ごし、オーストリア・ブンデスリーガで戦後最多出場記録となる581試合に出場、リーグ優勝9回、オーストリア・カップ優勝6回、UEFAカップウィナーズカップ準優勝など輝かしい形跡を残す。数多くのオファーがドイツやスペイン等から舞い込むものの、強い愛国心から生涯現役をオーストリアで過ごす。
19歳でオーストリアA代表でのデビューを果たすと、初戦のイングランド戦で勝利の立役者となる（スコアは3‐2でオーストリアの勝利）。1978年まで代表でプレーを続け、1978年FIFAワールドカップ・アルゼンチン大会では主将として、個性あふれる選手を１つのチームにまとめ上げ、コルドバの奇跡を起こし、7位という好結果を残す。また自らも同大会のFIFAオールスターチームに選出されている。

## 獲得したタイトル
- UEFAカップウィナーズカップ優勝1回　（1978）
- オーストリア・ブンデスリーガ優勝9回　（1969,1970,1976,1978,1979,1980,1981,1984,1985）
- オーストリア・カップ優勝6回　（1967,1971,1974,1977,1980,1982）